# Deutsche Segel-Bundesliga

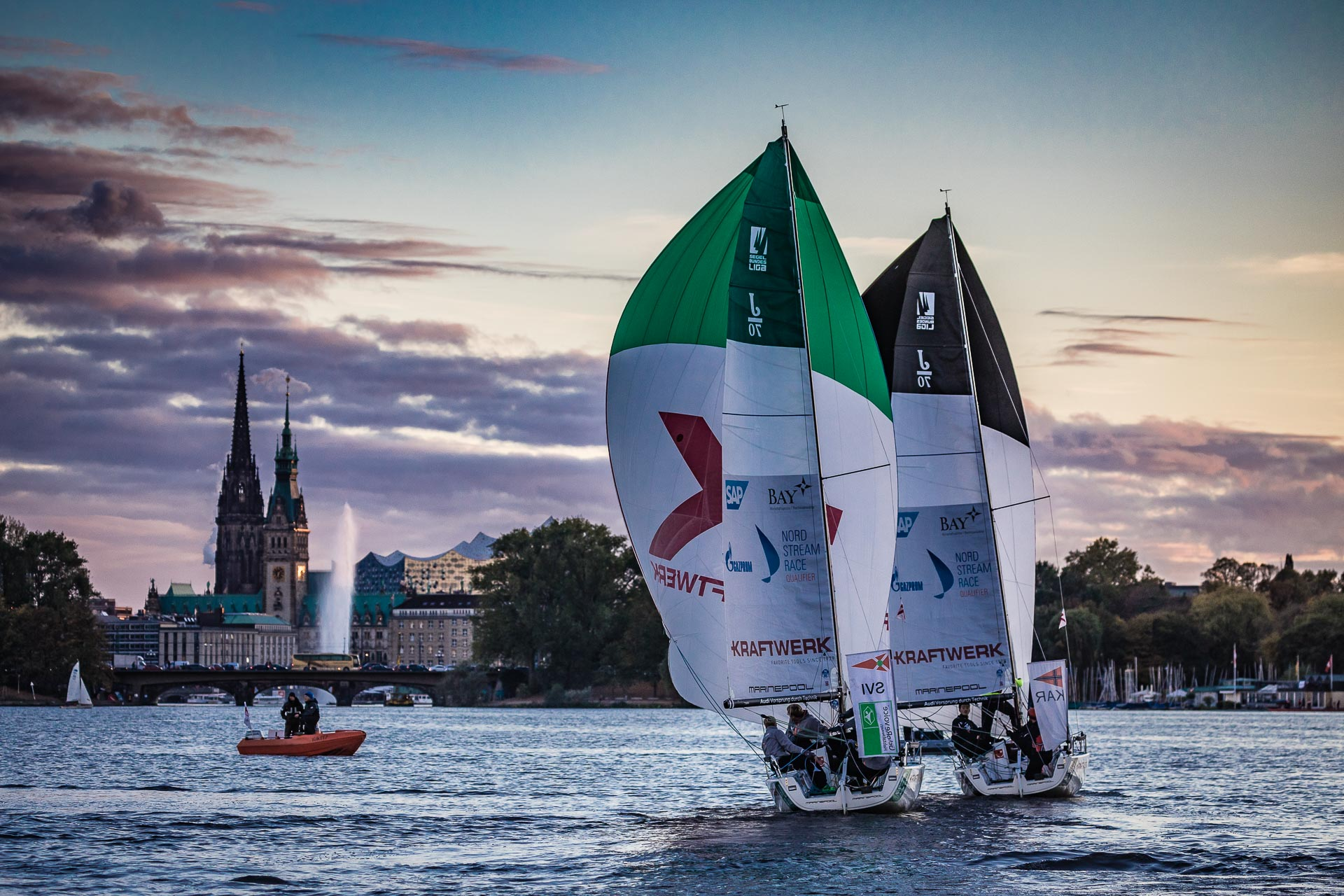
J/70 Boote auf der Alster beim DSBL-Finale in Hamburg 2018

Die Deutsche Segel-Bundesliga ist ein im April 2013 eingeführter bundesweiter Clubwettbewerb im deutschen Segelsport. Die erste Wettkampfveranstaltung fand vom 7. bis 9. Juni 2013 beim Deutschen Touring Yacht-Club in Tutzing am Starnberger See statt.

## Historie

### Saison 2013
Wie in anderen Sportarten sollen für die Segel-Bundesliga die besten Segelclubs Deutschlands über eine Saison hinweg mehrere Wettkämpfe in Form von Regatten gegeneinander austragen, die in einer Tabelle gewertet werden. Die Bundesliga umfasst 18 Vereine, die einen Kader von höchsten 20 Sportlern bilden, aus dem für den jeweiligen Wettkampf die teilnehmende Mannschaft ausgewählt wird.
Dabei sollen verschiedene Wettkampfformate wie Fleet Race und Match Race mit One-Design-Kielbooten gesegelt werden. 2013 wurde nur auf J/70 gesegelt.

### Saison 2014
Nach dem Erfolg der Auftaktsaison gaben 58 weitere deutsche Segelvereine ihre Meldung für die Teilnahme an der Segel-Bundesliga 2014 ab, sodass eine 2. Bundesliga eingeführt wurde. Die Vereine auf den hinteren fünf Plätzen der Vorsaisontabelle der 1. Liga mussten in einer Relegationsveranstaltung vom 4. bis 6. April 2014 auf der Flensburger Förde vor Glücksburg mit den 58 neu gemeldeten Vereinen um die Teilnahme bzw. den Verbleib in der 1. Liga kämpfen. Die fünf besten Mannschaften qualifizierten sich für die 1. Bundesliga, die nächstplatzierten 18 Vereine bildeten die 2. Bundesliga, und der Rest fand keine Berücksichtigung. Nicht qualifizierte Vereine können sich jeweils im Folgejahr wieder bewerben.
Die Auslosung für die Relegationsveranstaltung war am 28. Februar 2014 erfolgt. Dabei wurden auch die Termine und Austragungsorte für die Bundesliga-Wettkämpfe festgelegt. In der 1. Bundesliga wurden 6 Regatten ausgetragen: 16. bis 18. Mai 2014 (Starnberg/Starnberger See), 19. bis 21. Juli 2014 (Travemünde/Lübecker Bucht), 22. bis 24. August 2014 (Berlin/Wannsee), 5. bis 7. September 2014 (Kiel/Innenförde) sowie 26. bis 28. September 2014 (Friedrichshafen/Bodensee). Die 2. Liga umfasste drei Veranstaltungen, wobei die Relegation vor Glücksburg in die Wertung einging: 4. bis 6. April 2014 (Glücksburg/Flensburger Förde), 23. bis 25. Mai 2014 (Tutzing/Starnberger See) sowie 26. bis 28. September 2014 (Friedrichshafen/Bodensee). 2014 wurde auf J/70 und B/One gesegelt.
Die AUDI AG entschloss sich zum Jahreswechsel 2013/14, in Anlehnung an die Partnerschaft mit dem Audi Sailing Team Germany und der Kieler Woche, diese Veranstaltungsserie zu unterstützen. Weitere Partner waren Bekleidungspartner Marinepool, die Segelmacher North Sails und Importeur Mittelmann’s Werft.

### Saison 2015
Die Saison 2015 begann mit Änderungen. So wurde für beide Ligen das Punktesystem auf das im Segeln genutzte Low-Point-System umgestellt.
Insgesamt gab es sieben Erstliga-Veranstaltungen, in die die 2. Bundesliga fünfmal integriert war. Zusätzlich fand im Herbst 2015 eine Qualifikation für die 2. Bundesliga statt sowie eine Relegation für die 1. Bundesliga.
Termine der 1. und 2. Segel-Bundesliga waren: 1. bis 3. Mai (Tutzing/Starnberger See), 4. bis 6. Juli (Warnemünde, im Rahmen der Warnemünder Woche), 18. bis 20. Juli (Travemünde, im Rahmen der Travemünder Woche), 21. bis 23. August (Berlin/Wannsee) sowie 25. bis 27. September (Überlingen/Bodensee). Weitere Termine der ausschließlich 1. Segel-Bundesliga: 5. bis 7. Juni (Kiel/Innenförde) sowie das Finale vom 29. bis 31. Oktober (Hamburg/Außenalster).
Die Qualifikation der 2. Segel-Bundesliga erfolgte vom 9. bis 11. Oktober in Glücksburg auf der Flensburger Förde und die Relegation der 1. Segel-Bundesliga am 1. November in Hamburg auf der Außenalster.
Im Vergleich zu 2014 segelten die Clubs zwar mehr Regatten, die Gesamtanzahl der Liga-Events reduzierte sich jedoch durch die parallele Ausrichtung der ersten und zweiten Liga sowie durch die Integration der Relegation in das Finalwochenende.
Nach der Vertragsverlängerung mit Premium-Partner Audi unterstützte neben BAY auch Vattenfall die Deutsche Segel-Bundesliga als Event-Partner. Ebenfalls weiter dabei waren als Partner die Mittelmann‘s Werft, Bavaria, Marinepool und North Sails.

### Saison 2016
In der Saison 2016 wurden seitens der Deutschen Segel-Bundesliga GmbH einige Änderungen der Sponsoren vorgestellt. So wechselte z. B. der Partner für die Segelausstattung von North Sails Deutschland zur Firma OneSails Germany.
Auch im Regelwerk und der Regattadurchführung fanden einige Änderungen statt. So wurde im Jahr 2016 auch in der 2. Liga auf den Einheitsbooten des Typs J/70 gesegelt. Die Flotte von somit insgesamt 13 Booten (6 je Liga plus 1 Reserve) wurden von der Firma Mittelmanns Werft gestellt und betreut.
Mit der Einführung eines Finalsystems, angelehnt an das Medal-Race aus dem olympischen Segelsport, wurden jeweils gesonderte Finalveranstaltungen als Ergänzung zum bisherigen Wertungsmodus eingeführt. Kleine Änderungen zur Crew-Nominierung sowie eine Ergänzung der Strafregelungen (gelbe Flaggen) wurden ebenso umgesetzt.
Den Saisonauftakt machte die, auf Grund von zu wenig Wind im Vorjahr abgesagte, Relegation 2015. Anschließend wurden für die 1. Segel-Bundesliga insgesamt sieben Veranstaltungen und für die 2. Segel-Bundesliga fünf Veranstaltungen gesegelt:
1./2. Bundesliga – Relegation: 27. bis 28. April 2016 in Starnberg, Starnberger See
1./2. Bundesliga: 29. April bis 1. Mai 2016 in Starnberg, Starnberger See
1./2. Bundesliga: 27. bis 29. Mai 2016 in Konstanz, Bodensee
1./2. Bundesliga: 23. bis 25. Juli 2016 in Travemünde, Ostsee
1./2. Bundesliga: 19. bis 21. August 2016 in Berlin, Wannsee
1./2. Bundesliga: 16. bis 18. September 2016 in Kiel, Ostsee
2. Bundesliga – Qualifikation: 07. bis 9. Oktober in Glücksburg, Ostsee
1. Bundesliga: 27. bis 29. Oktober 2016 Finale in Hamburg, Außenalster
1./2. Bundesliga – Relegation: 30. bis 31. Oktober 2016 in Hamburg, Außenalster
Die in diesem Jahr erstmals durchgeführten Finalrennen fanden für die 1. Liga in Hamburg und für die 2. Liga in Kiel statt. Ebenso gab es Finalrennen während der Qualifikation zur 2. Segel-Bundesliga, welche in Glücksburg stattfand. Partner im Jahr 2016 waren neben Audi auch SAP, BAY, One Sails, Mittelmann‘s Werft und Marinepool. Darüber hinaus fand 2016 erstmals die Deutsche Junioren Segel-Liga statt.

### Saison 2017
Zur Saison 2017 wurde das Konzept der DSBL um die vier Regionalligen Nord, Ost, Süd und West erweitert sowie ein „Deutsche-Segel-Liga-Pokal“ (DSL-Pokal) geschaffen, in dem Vereine aller Ligen bis hin zur Juniorenliga gegeneinander antreten.
Mit der Einführung von Regionalligen und DSL-Pokal wurde das Konzept des Auf- und Abstiegs von der und in die 2. Liga angepasst. So qualifizierten sich nun der im jeweiligen Vorjahr erstplatzierte Verein jeder Regionalliga sowie die zwei Bestplatzierten, noch nicht in 1. beziehungsweise 2. Liga segelnden Vereine des DSL-Pokals für die 2. Liga; umgekehrt stiegen die am Ende der Saison auf den Plätzen 13–18 liegenden Vereine in die entsprechenden Regionalligen ab. Die Veranstaltungen der regionalen Ligen sollten entweder als Einzelveranstaltungen oder – um den Aufwand gering zu halten – im Rahmen von J/70-Klassenregatten ausgerichtet werden. Die Events der 1. und 2. Bundesliga waren: 28. bis 30. April (Prien/Chiemsee), 25. bis 27. Mai (Lindau/Bodensee), 21. bis 23. Juli (Travemünde/Ostsee) sowie 18. bis 20. August (Glücksburg/Ostsee). Die 1. Bundesliga segelte zusätzlich vom 17. bis 19. Juni (Kiel/Ostsee) und vom 2. bis 4. November (Berlin/Wannsee), die 2. Bundesliga vom 1. bis 3. Juli (Warnemünde/Ostsee). Die Qualifikation für die 2. Bundesliga fand vom 13. bis 15. Oktober in Glücksburg an der Ostsee statt. Sponsoren im Jahr 2017 waren Audi, SAP, Bay, Budweiser, Mittelmann, North Sails und Marinepool.

### Saison 2018
In der Saison 2018 wurde die Qualifikation für die 2. Liga neu geordnet und an der Pokal-Regatta festgehalten, die 2017 erstmals ausgetragen worden war. Anders als in 2017 lief die Qualifikation 2018 nicht mehr über die Regionen, sondern über eine nationale Klassen-Großveranstaltung innerhalb der Kieler Woche. Dabei musste ein Verein einen der ersten zwölf Plätze belegen, um zur Qualifikation zugelassen zu werden. Das Feld der Pokal-Teilnehmer setzte sich wie folgt zusammen:
- Beste 3 Segelclubs aus der 1. Bundesliga
- Beste 3 Segelclubs aus der 2. Bundesliga
- Beste 3 Segelclubs aus der Junioren-Liga
- Zwölf Qualifikanten der Qualifikationsveranstaltung
- Drei Absteiger aus der 2. Bundesliga

Die ersten drei Teams beim DSL-Pokal, die nicht zu den 6 startberechtigten Erst- und Zweitligisten gehörten, qualifizierten sich ebenfalls für die 2. Bundesliga 2019.

## Gründung und Gründungsmitglieder
Oliver Schwall und Arne Dost, die mit ihrer Gesellschaft Konzeptwerft GmbH vor einigen Jahren die Idee der Segel-Bundesliga entwickelten, suchten von Beginn der Gründung an die Zusammenarbeit mit den Vereinen. Am 7. April 2013 wurde die Deutsche Segel-Bundesliga (DSL) offiziell von insgesamt 17 Gründungsvereinen in Hamburg ins Leben gerufen. Diese Gründungsvereine schlossen sich als DSL e. V. zusammen und beauftragten die Konzeptwerft mit der Sponsorensuche sowie ihre neu gegründete Tochtergesellschaft DSBL GmbH mit der Durchführung der Deutschen Segel-Bundesliga.
Trotz der Durchführung und Organisation auf Basis von Sponsorengeldern baut die Deutsche Segel-Bundesliga nach wie vor im Wesentlichen auf hunderte ehrenamtliche Unterstützer aus den jeweils ausrichtenden Vereinen.
Heute ist der DSL e. V. der Verband aller 36 Vereine, die sich für die 1. und 2. Segel-Bundesliga qualifiziert haben. Er stellt mit seinem Vorstand drei Vertreter des fünfköpfigen Liga-Komitees, in dem die zentralen Entscheidungen für die Gestaltung und Durchführung der 1. und 2. Segel-Bundesliga getroffen werden. Der DSL e. V. ist somit das zentrale Steuerungselement. Die beiden übrigen Mitglieder des Liga-Komitees sind Oliver Schwall von der DSBL GmbH und Jobst Richter vom Deutschen Segler-Verband.
Folgende 17 deutsche Segelvereine gründeten im April 2013 die Deutsche Segel-Bundesliga:
- Bayerischer Yacht-Club (BYC),  Starnberg
- Berliner Yacht-Club (BYC),  Berlin
- Chiemsee Yacht Club (CYC),  Prien am Chiemsee
- Deutscher Touring Yacht-Club (DTYC),  Tutzing
- Flensburger Segel-Club (FSC),  Glücksburg (Ostsee)
- Konstanzer Yacht Club (KYC),  Konstanz
- Lindauer Segler-Club (LSC),  Lindau (Bodensee)
- Lübecker Yacht-Club (LYC),  Lübeck
- Mühlenberger Segel-Club (MSC),  Hamburg
- Norddeutscher Regatta Verein (NRV),  Hamburg
- Schweriner Yacht-Club (SYC),  Schwerin
- Segel-Club Hattingen (SCH),  Hattingen
- Segelklub Bayer-Uerdingen (SKBUe),  Krefeld
- Verein Seglerhaus am Wannsee (VSaW),  Berlin
- Warnemünder Segel-Club (WSC),  Rostock
- Württembergischer Yacht-Club (WYC),  Friedrichshafen
- Yacht-Club Radolfzell (YCRa),  Radolfzell am Bodensee

Es war vorgesehen, dass diese Vereine sowie der Yachtclub Berlin-Grünau die erste Bundesligasaison segeln sollten. Da der Warnemünder Segel-Club kurzfristig seine Teilnahme zurückzog, wurde als Nachrücker der Yacht-Club Noris (heute Yacht-Club Nürnberg) in Bayern ausgewählt.

## Sieger
| Jahr | Platz 1                                      | Platz 2                                             | Platz 3                                                 |
| ---- | -------------------------------------------- | --------------------------------------------------- | ------------------------------------------------------- |
| 2013 | Norddeutscher Regatta Verein (NRV), Hamburg  | Württembergischer Yacht-Club (WYC), Friedrichshafen | Verein Seglerhaus am Wannsee (VSaW), Berlin             |
| 2014 | Norddeutscher Regatta Verein (NRV), Hamburg  | Deutscher Touring Yacht-Club (DTYC), Tutzing        | Verein Seglerhaus am Wannsee (VSaW), Berlin             |
| 2015 | Deutscher Touring Yacht-Club (DTYC), Tutzing | Berliner Yacht-Club (BYC), Berlin                   | Norddeutscher Regatta Verein (NRV), Hamburg             |
| 2016 | Deutscher Touring Yacht-Club (DTYC), Tutzing | Verein Seglerhaus am Wannsee (VSaW), Berlin         | Bayerischer Yacht-Club (BYC), Starnberg                 |
| 2017 | Norddeutscher Regatta Verein (NRV), Hamburg  | Deutscher Touring Yacht-Club (DTYC), Tutzing        | Segel- und Motorboot-Club Überlingen (SMCÜ), Überlingen |
| 2018 | Norddeutscher Regatta Verein (NRV), Hamburg  | Bayerischer Yacht-Club (BYC), Starnberg             | Verein Seglerhaus am Wannsee (VSaW), Berlin             |
| 2019 | Verein Seglerhaus am Wannsee (VSaW), Berlin  | Wassersport-Verein Hemelingen (WVH), Bremen         | Norddeutscher Regatta Verein (NRV), Hamburg             |
| 2020 | Norddeutscher Regatta Verein (NRV), Hamburg  | ONEKiel (ONE), Kiel                                 | Verein Seglerhaus am Wannsee (VSaW), Berlin             |
| 2021 | ONEKiel (ONE), Kiel                          | Wassersport-Verein Hemelingen (WVH), Bremen         | Flensburger Segel-Club (FSC) Glücksburg                 |
| 2022 | Norddeutscher Regatta Verein (NRV), Hamburg  | Segel- und Motorboot Club Überlingen                | Verein Seglerhaus am Wannsee (VSaW), Berlin             |
| 2023 | Norddeutscher Regatta Verein (NRV), Hamburg  | Münchner Yacht-Club (MYC), Starnberg                | Mühlenberger Segel-Club (MSC) Hamburg                   |
| 2024 | Mühlenberger Segel-Club (MSC) Hamburg        | Norddeutscher Regatta Verein (NRV), Hamburg         | Münchner Yacht-Club (MYC), Starnberg                    |

## Auf- und Abstiege
Ähnlich wie in anderen Sportligen sind in der Deutschen Segel-Bundesliga direkte und indirekte Auf- und Abstiegsmöglichkeiten gegeben. In der Ersten Liga steigen dabei seit 2017 die letzten vier Vereine direkt ab; im Gegenzug steigen die Vereine auf den Plätzen eins bis vier der Zweiten Liga direkt auf.
Zwischen 2015 und 2016 galt die Regelung, dass die letzten drei Vereine der ersten Liga direkt abstiegen, während die ersten drei Vereine der zweiten Liga direkt aufstiegen. Die Vereine auf den Plätzen 13, 14 und 15 der ersten Liga sowie auf den Plätzen 4, 5 und 6 der zweiten Liga qualifizierten sich zu einer eintägigen Relegationsregatta, die im in den anderen Segel-Bundesliga-Regatten üblichen Format, also in Wettfahrten mit sechs Schiffen der Klasse J/70, stattfand, bei der sich die Vereine auf den ersten drei Plätzen für die erste Liga der nächsten Saison qualifizierten und die auf den letzten drei Plätzen in der zweiten Liga der nächsten Saison segelten.
Alle Vereine bis auf die ersten vier (Aufstieg) und letzten sechs (Abstiegsmöglichkeit) der Zweiten Liga, so die Regelung seit 2017, verbleiben in der nächsten Saison sicher in ihrer Liga. In die Zweite Liga steigen alle vier jeweils Erstplatzierten der regionalen Ligen auf; darüber hinaus können sich im DSL-Pokal zwei weitere Vereine – die besten zwei, die nicht bereits in der kommenden Saison sicher in Erster oder Zweiter Liga segeln würden – für den Start in der Zweiten Liga qualifizieren, gegebenenfalls sogar solche, die unter den letzten sechs Plätzen der Zweiten Liga in dem Jahr waren.
Bis zum Jahr 2017 durften Vereine, die unter den letzten sechs Plätzen der zweiten Liga waren, mit anderen Vereinen in mittlerer zweistelliger Anzahl, die zu dem Zeitpunkt nicht Teil der ersten oder zweiten Liga sind, um die ersten sechs Plätze einer mehrtägigen Qualifikationsregatta kämpfen, die zum (gegebenenfalls erneuten) Start in der zweiten Liga berechtigen. Die Qualifikationsregatten fanden von 2014 bis 2016 vor Glücksburg (Ostsee) auf der Flensburger Förde statt und wurden durch den Deutschen Hochseesportverband HANSA (DHH) und den Flensburger Segel-Club (FSC) ausgerichtet.
Darüber hinaus berechtigen die ersten vier Plätze (bis einschließlich 2016: die ersten drei Plätze) der ersten Liga zur Teilnahme an der Sailing Champions League.

### Liste der Auf- und Abstiege
| Jahr1 | Aufstieg in die 1. Liga | Abstieg in die 2. Liga | Aufstieg in die 2. Liga | Abstieg aus der 2. Liga |
| ----- | --- | --- | --- | --- |
| 2013  | Siehe: Abschnitt Gründung und Gründungsmitglieder | — | — | — |
| 20142 | - Kieler Yacht-Club (KYC), Kiel - Bodensee-Yacht-Club Überlingen (BYCÜ), Überlingen - Seglervereinigung Itzehoe (SVI), Itzehoe - Segelkameradschaft „Das Wappen von Bremen“ (SKWB), Bremen - Düsseldorfer Yachtclub (DYC), Düsseldorf | - Segelklub Bayer-Uerdingen (SKBUe), Krefeld - Yacht-Club Nürnberg (YCN), Nürnberg - Segel-Club Hattingen (SCH), Hattingen                                                                           | - Hamburger Segel-Club (HSC), Hamburg - Münchner Yacht-Club (MYC), Starnberg - Entdecker- und Seefahrerfördervereinigung (EnSfr), Hamburg - Potsdamer Yacht Club (PYC), Berlin - Wassersport-Verein Hemelingen (WVH), Bremen - Akademischer Segelverein Warnemünde (ASVW), Rostock - Westfälischer Yachtclub Delecke (WYD), Möhnesee - Yachtclub Wieck (YCW), Greifswald - Klub am Rupenhorn (KAR), Berlin - Segel-Club Münster (SCM), Münster - Segel- und Motorboot-Club Überlingen (SMCÜ), Überlingen - Duisburger Segel-Club (DSC), Duisburg - Seglervereinigung 1903 Berlin (SV03), Berlin - Yacht-Club Langenargen (YCL), Langenargen - Segel-Club Ville (SCV), Erftstadt | - Yacht-Club Radolfzell (YCRa), Radolfzell am Bodensee - Lindauer Segler-Club (LSC), Lindau3;                                                                       |
| 2015  | - Wassersport-Verein Hemelingen (WVH), Bremen - Segelklub Bayer-Uerdingen (SKBUe), Krefeld - Münchner Yacht-Club (MYC), Starnberg - Segel- und Motorboot-Club Überlingen (SMCÜ), Überlingen                                           | - Bayerischer Yacht-Club (BYC), Starnberg - Lübecker Yacht-Club (LYC), Lübeck - Schweriner Yacht-Club (SYC), Schwerin - Mühlenberger Segel-Club (MSC), Hamburg                                       | - Blankeneser Segel-Club (BSC), Hamburg - Lindauer Segler-Club (LSC), Lindau - Yachtclub Strelasund (YCSTR), Stralsund - Lübecker Segler-Verein von 1885 (LSV), Lübeck | - Yachtclub Wieck (YCW), Greifswald - Yacht-Club Nürnberg (YCN), Nürnberg - Westfälischer Yachtclub Delecke (WYD), Möhnesee - Segel-Club Hattingen (SCH), Hattingen |
| 2016  | - Lindauer Segler-Club (LSC), Lindau - Bayerischer Yacht-Club (BYC), Starnberg - Lübecker Yacht-Club (LYC), Lübeck - Klub am Rupenhorn (KaR), Berlin                                                                                  | - Segelkameradschaft „Das Wappen von Bremen“ (SKWB), Bremen - Bodensee-Yacht-Club Überlingen (BYCÜ), Überlingen - Konstanzer Yacht Club (KYC), Konstanz - Segelklub Bayer-Uerdingen (SKBUe), Krefeld | - Schaumburg-Lippischer Seglerverein (SLSV), Wunstorf - Duisburger Yacht-Club (DUYC), Duisburg - Schlei-Segel-Club (SSC), Schleswig - Seglergemeinschaft Lohheider See (SLS), Duisburg | - Yacht-Club Langenargen (YCL), Langenargen - Segel-Club Münster (SCM), Münster - Yachtclub Strelasund (YCSTR), Stralsund - Duisburger Segel-Club (DSC), Duisburg   |
| 2017  | - Segelkameradschaft „Das Wappen von Bremen“ (SKWB), Bremen - Hamburger Segel-Club (HSC), Hamburg - Schweriner Yacht-Club (SYC), Schwerin - Potsdamer Yacht Club (PYC), Berlin                                                        | - Flensburger Segel-Club (FSC), Glücksburg - Seglervereinigung Itzehoe (SVI), Itzehoe - Yachtclub Berlin-Grünau (YCBG), Berlin                                                                       | - Joersfelder Segel-Club (JSC), Berlin - Seglervereinigung Gelting-Mole (SVGM), Niesgrau4 - Segler-Verein Stade (SVS), Stade5; | - Kieler Yacht-Club (KYC), Kiel5 - Schaumburg-Lippischer Seglerverein (SLSV), Wunstorf - Segelklub Bayer-Uerdingen (SKBUe), Krefeld                                 |
| 2018  | - Seglervereinigung Itzehoe (SVI), Itzehoe - Flensburger Segel-Club (FSC), Glücksburg - Akademischer Segelverein Warnemünde (ASVW), Rostock - Blankeneser Segel-Club (BSC), Hamburg                                                   | | - Segelclub Eckernförde (SCE), Eckernförde [N]6 - Röbeler Segler-Verein „Müritz“ (RSVM), Röbel/Müritz [O] - Augsburger Segler-Club (ASC), Utting am Ammersee [S] - Segel-Club Sorpesee Iserlohn (SCSI), Dortmund [W] | … |
| 2019  | - Mühlenberger Segel-Club (MSC), Hamburg - Schlei-Segel-Club (SSC), Schleswig - Seglervereinigung 1903 Berlin (SV03), Berlin - Seglergemeinschaft Lohheider See, Duisburg                                                             | - Akademischer Segelverein Warnemünde (ASVW), Rostock - Blankeneser Segel-Club (BSC), Hamburg - Seglervereinigung Itzehoe (SVI), Itzehoe - Lindauer Segler-Club (LSC), Lindau                        | | |
| 2020  | - ONEKIEL (ONE), Schleswig-Holstein - Lübecker Yacht-Club (LYC), Lübeck - Potsdamer Yacht Club (PYC), Berlin - Blankeneser Segel-Club (BSC), Hamburg                                                                                  | - Düsseldorfer Yachtclub (DYC), Düsseldorf - Seglervereinigung 1903 Berlin (SV03), Berlin - Lübecker Yacht-Club (LYC), Lübeck - Potsdamer Yacht Club (PYC), Berlin                                   | | |
| 2021  | - Bodensee-Yacht-Club Überlingen (BYCÜ), Überlingen - Mühlenberger Segel-Club (MSC), Hamburg - Joersfelder Segel-Club (JSC), Berlin - Konstanzer Yacht-Club (KYC), Bayern                                                             | - Bodensee-Yacht-Club Überlingen (BYCÜ), Überlingen - Schlei-Segel-Club (SSC), Schleswig - Konstanzer Yacht-Club (KYC), Bayern - Chiemsee Yacht Club (CYC), Bayern                                   | | |
| 2022  | - Düsseldorfer Yachtclub (DYC), Düsseldorf - Seglervereinigung 1903 Berlin (SV03), Berlin - Hamburger Segel-Club (HSC), Hamburg - Seglervereinigung Itzehoe (SVI), Itzehoe                                                            | - Bayrischer Yacht-Club (BYC), Bayern - Blankeneser Segel-Club (BSC), Hamburg - Seglervereinigung Itzehoe (SVI), Itzehoe - Joersfelder Segel-Club (JSC), Berlin                                      | | |
| 2023  | - Konstanzer Yacht-Club (KYC), Bayern - Akademischer Segelverein Warnemünde (ASVW), Rostock - Regatta Segler Neuruppin (RSN), Brandenburg - Chiemsee Yacht Club (CYC), Bayern                                                         | - Schlei-Segel-Club (SSC), Schleswig - Akademischer Segelverein Warnemünde (ASVW), Rostock - Konstanzer Yacht-Club (KYC), Bayern - Hamburger Segler-Club (HSC), Hamburg                              | | |
| 2024  | - Kieler Yacht-Club (KYC), Schleswig-Holstein - Joersfelder Segel-Club (JSC), Berlin - Seglervereinigung Itzehoe (SVI), Itzehoe - Bayrischer Yacht-Club (BYC), Bayern                                                                 | | | |
| 2025  | - Westfälischer Yacht-Club Delecke (WYD), Nordrhein-Westfalen - Blankeneser Segel-Club (BSC), Hamburg - Potsdamer Yacht-Club (PYC), Berlin - Klub am Rupenhorn (KAR), Berlin                                                          | - Konstanzer Yacht-Club (KYC), Bayern - Regatta Segler Neuruppin (RSN), Brandenburg - Württembergische Yacht-Club (WYC), Baden-Württemberg - Flensburger Segel-Club (FSC), Glücksburg                | - Frankfurter Yachtclub, Hessen - Segel-Club Hansa Münster, Nordrhein-Westfalen - Segelclub Rheingau, Hessen - Tegeler Segel-Club, Berlin | - Akademischer Segel-Verein, Hamburg - Bucerius Segel-Club, Hamburg - Cospudener Yacht Club, Markkleeberg - Yachtclub Möhnesee                                      |

Legende: Innerhalb der Tabellenzellen sind die Vereine nach zu dem entsprechenden Zeitpunkt aktueller Leistung geordnet, das heißt: In der hier als Beispiel verwendeten Zelle „Aufstieg in die 1. Liga“ / „2016“ sind die ersten drei Vereine die drei in der Gesamttabelle 2015 der zweiten Liga führenden. Alle weiteren Vereine sind nach Platz in der Relegationsregatta geordnet und sind 2015 ebenfalls in der zweiten Liga gesegelt.
Anmerkungen:
1. Mit „Jahr“ ist hier das Jahr gemeint, zu dem der Verein die Liga-Klassifizierung gewechselt hat, das heißt: Ist ein Verein in der Zeile „2016“ und in der Spalte „Abstieg in die 2. Liga“ verzeichnet, so ist er 2015 in der 1. und 2016 in der 2. Liga gesegelt.
2. „Abstieg aus der 2. Liga“ meint bezüglich 2014 einen Abstieg aus der 1. Liga 2013 ohne Qualifikation für die 2. Liga.
3. Der Lindauer SC ist nicht zur Qualifikationsregatta angetreten.
4. Der Vereinssitz der SVGM ist unklar. Auf der Internetseite des Vereins wird auf den Sportboothafen Gelting-Mole verwiesen, dementsprechend wurde hier als Vereinssitz/Ort der Heimathafen angegeben. Auf der Seite ist/sind die Adresse(n) des/der presserechtlich Verantwortlichen angegeben, nicht aber die des Vereins.[34]
5. Nach der Saisonplatzierung 16 am Ende der Saison 2016 und dem damit verbundenen direkten Abstieg in die 2. Liga erklärte der Kieler YC seinen Rückzug als Teilnehmer der Segel-Bundesliga. Er begründete dies in einer Pressemitteilung mit hohen Kosten des Ligasegelns, die zulasten anderer Vereinssparten getragen werden müssten. Nach dem Rückzug könne sich der Verein daher wieder insbesondere auf die Jugendarbeit fokussieren. Der KYC werde allerdings weiterhin „Spieltage“ der DSBL ausrichten.[28][35][36] Zum Ausgleich in der 2. Liga, in die der Kieler YC abgestiegen wäre, qualifizierte sich zu dieser zusätzlich der SV Stade mit dem siebten Platz in der Qualifikationsregatta.[30]
6. Die Bezeichnung [N], [O], [S] beziehungsweise [W] kennzeichnet bei den Aufsteigern in die 2. Liga ab dem Jahr 2018 die Qualifikation durch den ersten Platz der Regionalliga Nord, Ost, Süd beziehungsweise West.

## Deutsche-Segel-Liga-Pokal
Der Deutsche-Segel-Liga-Pokal, kurz DSL-Pokal, wurde 2017 als parallele Veranstaltung zu den Ligen sowie als Qualifikation zur Zweiten Liga ins Leben gerufen und vor Glücksburg auf der Flensburger Förde ausgetragen. Zu dem DSL-Pokal qualifizieren sich 54 Vereine aller Ligen der DSBL: Die jeweils zwei besten Vereine der Ersten und Zweiten Liga, außerdem aus letzterer die Plätze 13–18 sowie die jeweils erstplatzierten Vereine der Junioren-Regionalligen und die jeweils ersten zehn Plätze der Regionalligen.

### Ergebnisse
| Jahr | Platz 1                                              | Platz 2                                                          | Platz 3                                              |
| ---- | ---------------------------------------------------- | ---------------------------------------------------------------- | ---------------------------------------------------- |
| 2017 | Flensburger Segel-Club (FSC), Glücksburg             | Potsdamer Yacht Club (PYC), Berlin                               | Deutscher Touring Yacht-Club (DTYC), Tutzing         |
| 2018 | Norddeutscher Regatta Verein (NRV), Hamburg          | Deutscher Touring Yacht-Club (DTYC), Tutzing                     | Lübecker Segler-Verein von 1885 (LSV), Lübeck        |
| 2019 | Norddeutscher Regatta Verein (NRV), Hamburg          | ONEKiel (ONE), Kiel                                              | Wassersport-Verein Hemelingen (WVH), Bremen          |
| 2020 | Norddeutscher Regatta Verein (NRV), Hamburg          | Württembergischer Yacht-Club (WYC), Friedrichshafen              | Flensburger Segel-Club (FSC), Glücksburg             |
| 2021 | Seglervereinigung 1903 (SC03), Berlin                | Düsseldorfer Yachtclub (DYC), Düsseldorf                         | Segel-Club Ville (SCV), Erftstadt                    |
| 2022 | Norddeutscher Regatta Verein (NRV), Hamburg          | Entdecker- und Seefahrerfördervereinigung e. V. (EnSFr), Hamburg | Flensburger Segel-Club (FSC), Glücksburg             |
| 2023 | Mühlenberger Segel-Club (MSC) Hamburg                | Norddeutscher Regatta Verein (NRV), Hamburg                      | Yachtclub Möhnesee (YCM) Möhnesee (Gemeinde)         |
| 2024 | Norddeutscher Regatta Verein (NRV) Senioren, Hamburg | Westfälischer Yachtclub Delecke (WYD), Möhnesee                  | Norddeutscher Regatta Verein (NRV) Junioren, Hamburg |

## Deutsche Junioren Segel-Liga
Die Idee der Junioren Segel-Liga ist einfach und orientiert sich an ihrem großer Bruder, der Deutschen Segel-Bundesliga. Sie ist die Liga für den Vereins-Nachwuchs und bietet eine attraktive und alternative Perspektive für talentierte Regattasegler. Die Jahre 2016 und 2017 haben gezeigt, dass die DJSL keinen Wettbewerb zum vorolympischen Segelsport darstellt. Vielmehr konnten viele junge Menschen über das Format für den Regatta-Sport zurückgewonnen werden oder eine weitere, zusätzliche und wichtige Motivation geschaffen werden. Veranstalter und Ausrichter sind die jeweils durchführenden Vereine der betreffenden Regatten. Die Schirmherrschaft übernimmt der DSL e. V., der auch für den notwendigen Know-how-Transfer sorgt.

### Ergebnisse
| Jahr | Platz 1                                           | Platz 2                                              | Platz 3                                             |
| ---- | ------------------------------------------------- | ---------------------------------------------------- | --------------------------------------------------- |
| 2016 | Bayerischer Yacht-Club (BYC), Starnberg           | Potsdamer Yacht Club (PYC), Berlin                   | Württembergischer Yacht-Club (WYC), Friedrichshafen |
| 2017 | Berliner Yacht-Club (BYC), Berlin                 | Bayerischer Yacht-Club I (BYC), Starnberg            | Münchner Yacht-Club (MYC), München                  |
| 2018 | Bayerischer Yacht-Club II (BYC), Starnberg        | Münchner Yacht-Club (MYC), München                   | Verein Seglerhaus am Wannsee (VSaW), Berlin         |
| 2019 | Bayerischer Yacht-Club II (BYC), Starnberg        | Flensburger Segel-Club (FSC), Glücksburg (Ostsee)    | Bayerischer Yacht-Club I (BYC), Starnberg           |
| 2020 | Bodensee Yacht-Club Überlingen (BYCÜ), Überlingen | Chiemsee Yacht-Club (CYC), Prien am Chiemsee         | Deutscher Touring Yacht-Club (DTYC), Tutzing        |
| 2021 | Bayerischer Yacht-Club II (BYC), Starnberg        | Verein Seglerhaus am Wannsee Team 1 (VSaW 1), Berlin | Bodensee Yacht-Club Überlingen (BYCÜ), Überlingen   |
| 2022 | Bocholter Yacht-Club (BochYC), Bocholt            | Bayrischer Yacht Club (BYC), Starnberg               | Bodensee Yacht-Club Überlingen (BYCÜ), Überlingen   |
| 2023 | Bodensee Yacht-Club Überlingen (BYCÜ), Überlingen | Westfälischer Yachtclub Delecke (WYD), Delecke       | KNZ&RV Delft Challenge (KNZ&RV), Niederlande        |
| 2024 | Bocholter Yacht-Club (BochYC), Bocholt            | Hamburger Segel-Club (HSC), Hamburg                  | Bayrischer Yacht Club (BYC), Starnberg              |

## Segelreviere
| Jahr | Regatta 1                  | Regatta 2                  | Regatta 3                  | Regatta 4                  | Regatta 5                     | Regatta 6                     |
| ---- | -------------------------- | -------------------------- | -------------------------- | -------------------------- | ----------------------------- | ----------------------------- |
| 2013 | Tutzing, Starnberger See   | Travemünde, Lübecker Bucht | Hamburg, Außenalster       | Friedrichshafen, Bodensee  | Berlin, Wannsee               |                               |
| 2014 | Tutzing, Starnberger See   | Travemünde, Lübecker Bucht | Berlin, Wannsee            | Kiel, Kieler Förde         | Friedrichshafen, Bodensee     | Hamburg, Außenalster          |
| 2015 | Starnberg, Starnberger See | Konstanz, Bodensee         | Travemünde, Lübecker Bucht | Berlin, Wannsee            | Kiel, Kieler Förde            | Hamburg, Außenalster          |
| 2016 | Prien, Chiemsee            | Lindau, Bodensee           | Kiel, Kieler Förde         | Travemünde, Lübecker Bucht | Glücksburg, Flensburger Förde | Berlin, Wannsee               |
| 2017 | Friedrichshafen, Bodensee  | Tutzing, Starnberger See   | Travemünde, Lübecker Bucht | Berlin, Wannsee            | Kiel, Kieler Förde            | Hamburg, Außenalster          |
| 2018 | Friedrichshafen, Bodensee  | Tutzing, Starnberger See   | Travemünde, Lübecker Bucht | Berlin, Wannsee            | Kiel, Kieler Förde            | Hamburg, Außenalster          |
| 2019 | Starnberg, Starnberger See | Konstanz, Bodensee         | Travemünde, Lübecker Bucht | Berlin, Wannsee            | Kiel, Kieler Förde            | Glücksburg, Flensburger Förde |
| 2020 | Kiel, Kieler Förde         | Berlin, Wannsee            | Berlin, Wannsee            | Kiel, Kieler Förde         | Hamburg, Außenalster          |                               |
| 2021 | Überlingen, Bodensee       | Hamburg, Außenalster       | Kiel, Kieler Förde         | Berlin, Wannsee            | Warnemünde, Ostsee            | Berlin, Wannsee               |
| 2022 | Hamburg, Außenalster       | Kiel, Kieler Innenförde    | Travemünde, Ostsee         | Warnemünde, Ostsee         | Berlin, Wannsee               | Friedrichshafen, Bodensee     |
| 2023 | Berlin, Wannsee            | Travemünde, Ostsee         | Kiel, Kieler Innenförde    | Konstanz, Bodensee         | Überlingen, Bodensee          | Hamburg, Außenalster          |
| 2024 | Berlin, Wannsee            | Warnemünde, Ostsee         | Kiel, Kieler Innenförde    | Kiel, Kieler Innenförde    | Starnberg, Starnberger See    | Starnberg, Starnberger See    |
| 2025 | Kiel, Kieler Förde         | Kiel, Kieler Innenförde    | Berlin, Wannsee            | Berlin, Wannsee            | Berlin, Wannsee               | Berlin, Wannsee               |